# Чертежу де Жос (Хунедоара)
Чертежу де Жос (рум. Certeju de Jos) насеље је у Румунији у округу Хунедоара у општини Ворца. Oпштина се налази на надморској висини од 387 m.

## Историја
Према државном шематизму православног клира Угарске 1846. године у месту "Алсо Чертес" било је 39 породица, са придодатим филијарним 18 из Косе и 12 Доњег Боја. Православни парох је био тада поп Константин Радовић.

## Становништво
Према подацима из 2002. године у насељу је живело 91 становника, од којих су сви румунске националности.